# Manoir de Stanven
Le manoir de Stanven est un édifice situé à Plouray en France.

## Localisation
Le manoir est situé sur le territoire de la commune de Plouray, au lieu-dit le Stanven, dans le département du Morbihan en région Bretagne.

## Description
Le manoir date du XVIIe siècle, édifice à un étage carré , construction en moellons de granite, toiture à longs pans couverte d'ardoises, pignon couvert. Escalier dans-œuvre : escalier à vis sans jour.

## Historique
Le manoir appartenait en 1528 et en 1541 à Jean de Saint Noay.
Il est inscrit à l'inventaire général du patrimoine culturel.